# Bard-lès-Pesmes
Bard-lès-Pesmes is een gemeente in het Franse departement Haute-Saône (regio Bourgogne-Franche-Comté) en telt 126 inwoners (2011). De plaats maakt deel uit van het arrondissement Vesoul.

## Geografie
De oppervlakte van Bard-lès-Pesmes bedraagt 5,2 km², de bevolkingsdichtheid is 24,2 inwoners per km².
De onderstaande kaart toont de ligging van Bard-lès-Pesmes met de belangrijkste infrastructuur en aangrenzende gemeenten.

## Demografie
Onderstaande figuur toont het verloop van het inwonertal (bron: INSEE-tellingen).